# Cheongwon
Der Landkreis Cheongwon (kor.: 청원군, Cheongwon-gun) befand sich in der Provinz Chungcheongbuk-do. Der Landkreis hatte eine Fläche von 779 km² und eine Bevölkerung von 123.984 Einwohnern im Jahr 2001. Der Landkreis wurde am 1. Juli 2014 aufgelöst und Teil von der Stadt Cheongju.

Lage des Landkreises in Chungcheongbuk-do